# Ninh Thân
Ninh Thân là một xã thuộc thị xã Ninh Hòa, tỉnh Khánh Hòa, Việt Nam.
Xã Ninh Thân có diện tích 17,11 km², dân số năm 1999 là 9.422 người, mật độ dân số đạt 551 người/km².